# لوئی مرشان
لوئی مرشان (انگلیسی: Louis Marchand; ۲ فوریهٔ ۱۶۶۹ – ۱۷ فوریهٔ ۱۷۳۲) آهنگساز اهل فرانسه بود.
او از بچگی دارای نبوغ بسیاری بود و به سرعت به عنوان یکی از سرشناس‌ترین هنرمندان زمان خود، شناخته شد.
به عنوان نوازنده ارگ، در کلیساهای متعددی در فرانسه فعالیت می‌کرد.
او شخصیت خشن و متکبری داشت و چه در زمان حیات و بعد از مرگش نیز، زندگی او بسیار مورد جدل و بحث بود. علی‌رغم شهرت بسیاری که کسب کرد، آثار ناچیزی از او تا به الان باقیمانده ست.